# Listă de actrițe - P
|  | Listă de actrițe \| \| Listă de actrițe - P \| Liste alfabetice de actori și actrițe \| Listă de actori A - B - C - D - E - F - G - H - I - J - K - L - M - N - O - P - Q - R - S - T - U - V - W - X - Y - Z |

## Actrițe - P
| - Geraldine Page (1924 - 1987) - Lilli Palmer (1914 - 1986) - Gwyneth Paltrow (* 1972) - Luciana Paluzzi (* 1937) - Silvana Pampanini (* 1911) - Irene Papas (* 1929) - Anna Paquin (* 1982) - Dita Parlo (1906 - 1971) - Linda Park (* 1978) - Eleanor Parker (* 1922) - Christiane Paul (* 1974) - Muriel Pavlow (* 1921) - Oana Pellea (* 1962) - Monika Peitsch (* 1936) - Rosie Perez (* 1964) - Elizabeth Perkins (* 1960) | - Rhea Perlman (* 1948) - Eva Perón (1919 - 1952) - Valerie Perrine (* 1943) - Bernadette Peters (* 1948) - Jean Peters (1926 - 2000) - Nina Petri (* 1963) - Michelle Pfeiffer (* 1958) - Eva Pflug (* 1929) - Sian Phillips (* 1934) - Mary Pickford (1892 - 1979) - ZaSu Pitts (1894 - 1963) - Suzanne Pleshette (* 1937) - Erika Pluhar (* 1939) - Amanda Plummer (* 1957) - Witta Pohl (* 1937) - Sarah Polley (* 1979) | - Teri Polo (* 1969) - Elvira Popescu (1894 - 1993) - Henny Porten (1890 - 1960) - Natalie Portman (* 1981) - Franka Potente (* 1974) - Eleanor Powell (1912 - 1982) - Jane Powell (1929-2021) - Stefanie Powers (* 1942) - Paula Prentiss (* 1938) - Priscilla Presley (* 1945) - Kelly Preston (* 1962) - Marie Prevost (1896 - 1937) - Victoria Principal, (* 1945) - Eva Probst, (1930-2018) - Dorothy Provine (1937 - 2010) - Liselotte Pulver (* 1929) - Lya de Putti (1896 - 1931) |

## Actori
|  | Listă de actori \| \| Listă de actrițe \| Liste alfabetice de actori și actrițe \| Listă de actori A - B - C - D - E - F - G - H - I - J - K - L - M - N - O - P - Q - R - S - T - U - V - W - X - Y - Z |